# Staatsmonopol
Um ein Staatsmonopol handelt es sich in der Wirtschaft, wenn ein Staat bestimmte Wirtschaftszweige oder Tätigkeiten durch Ausschließlichkeitsrechte für sich reklamiert und andere Wirtschaftssubjekte hiervon ausschließt. Dabei handelt er meist durch Staatsunternehmen in Form des Angebotsmonopols.

## Allgemeines
Der Staatsrechtler Peter Badura qualifizierte die Regalien (wie das Münzregal oder Salzregal) als Ausgangspunkt der Staatsmonopole. Ernst Rudolf Huber ordnete die Begriffe „Regalien“, „Verwaltungsmonopol“ und „öffentlich-rechtliches Staatsmonopol“ als Synonyme für das Recht des Staates zur ausschließlichen Wirtschaftstätigkeit auf bestimmten Gebieten ein.
Echte Staatsmonopole werden meist durch Staatsunternehmen ausgeführt und sind dadurch gekennzeichnet, dass sie wie beim Monopol keine Konkurrenten haben, die dasselbe Produkt oder die gleiche Dienstleistung anbieten. Die Nachfrager besitzen keine oder lediglich unbedeutende Verhandlungsmacht und müssen sowohl den Monopolpreis als auch die Produkt- oder Dienstleistungsqualität hinnehmen.
Staatsmonopole sind überwiegend gesetzlich geregelt, können aber auch entstehen, wenn andere Anbieter kein Interesse am Vertrieb des Produktes haben, der Marktpreis hierfür unterhalb ihrer Preisuntergrenze liegt oder nicht konkurrenzfähig wären. Staatsmonopole wurden so auch zum Ausgangspunkt des Rechts des öffentlichen Unternehmens.

## Gründe
Staatsmonopole waren bereits im Mittelalter meist darauf gerichtet, die Einnahmen aus einem bestimmten (meist einträglichen) Wirtschaftszweig für den Staat bzw. für den/die Herrscher zu reservieren (siehe Regalien). Sie können dazu dienen, den Handel mit problematischen Produkten/Dienstleistungen zu regulieren (z. B. Suchtmittel wie Alkohol und Tabak, Glücksspiele und Sportwetten). In diesen Fällen wird von Kritikern oft eingewendet, dass es dadurch zu einer Interessenskollision kommt, weil der Staat einerseits Interesse an der Gesundheit der Bevölkerung haben sollte, andererseits aber Interesse am finanziellen Gewinn aus dem Monopol und damit am Verkauf dieser Produkte hat.
Staatsmonopole für Infrastruktur und öffentliche Ressourcen, z. B. leitungsgebundene Versorgungsleistungen (Strom, Gas, Wasser) und ähnliche Fälle (z. B. Eisenbahn) werden teils damit begründet, dass ein freier Markt nicht zustande kommen könne, weil der Aufbau paralleler Strukturen durch mehrere Anbieter nicht sinnvoll sei (natürliches Monopol). Bei diesen Leistungen übernehme der Staat (oder eine regionale Gebietskörperschaft) außerdem die Verantwortung für die Qualität und Versorgungssicherheit.
In einigen Fällen werden Staatsmonopole auch mit dem Streben nach sozialer Gerechtigkeit begründet, beispielsweise im Fall einer staatlichen Krankenversicherung mit einkommensabhängigen Beiträgen oder bei Gebührenbefreiungen oder -ermäßigungen für sozial schwache Bevölkerungsgruppen. Auch ohne solche einkommensabhängige Komponenten könne eine vom Staat erbrachte kostenpflichtige Leistung einen sozialen Ausgleich bewirken, wenn diese Leistung für bestimmte Bevölkerungsgruppen sonst (d. h. zu Marktpreisen) überproportional teuer wäre (z. B. abgelegene Lage bei leitungsgebundenen Leistungen und beim öffentlichen Verkehr, Gesundheitszustand bei Versicherungsleistungen).

## Typische Staatsmonopole
Typische Beispiele für Staatsmonopole sind die klassischen Parafisci wie Eisenbahn, Post oder Telekommunikation. Der Staat betreibt oder betrieb entsprechende Eisenbahn-, Post- und Telekommunikationsunternehmen:
- Das Eisenbahnmonopol der Deutschen Bundesbahn bestand bis Dezember 1993 (in Österreich bis Dezember 2004, Fernverkehrskonzessionen gibt es in der Schweiz seit April 2018).
- Das Postmonopol (das Monopol der Deutschen Post AG) wurde zum 1. Januar 2008 abgeschafft, das Monopol der Österreichischen Post AG zum 1. Januar 2011, Die Schweizerische Post verlor ihr Briefmonopol im Januar 1998. Seitdem gibt es kein Monopol mehr im eigentlichen Sinne, weil die Deutsche Post AG zwar größter, aber nicht mehr einziger Anbieter im Postwesen ist.
- Die Deutsche Telekom hat nach wie vor marktbeherrschende Stellung, vor allem in den Ortsnetzen und im Analogbereich abseits der Ballungsräume; es handelt sich auch hierbei nicht um ein echtes Monopol, da die Telekom zwar größter, aber nicht mehr einziger Anbieter im Telekommunikationsmarkt ist.
- Das Branntweinmonopol bestand bis Dezember 2017.
- Die konkrete Ausgestaltung des Glücksspielmonopols wurde in Deutschland vom Europäischen Gerichtshof im September 2010 als rechtswidrig eingestuft und somit aufgehoben.[4] Nach diesem Urteil können sich Behörden, soweit sie den Verbrauchern Anreize geben und sie dazu ermuntern, an Lotterien, Glücksspielen oder Wetten teilzunehmen, damit daraus Staatseinnahmen zufließen, nicht auf die öffentliche Sozialordnung mit der aus ihr folgenden Notwendigkeit, die Gelegenheiten zum Spiel zu verringern, berufen, um restriktive Maßnahmen zu rechtfertigen, auch wenn diese sich ausschließlich auf Wetttätigkeiten beziehen.
- Das Kehrmonopol bestand bis Dezember 2012.
- Das Lotteriemonopol besteht dadurch, dass nur die staatlich konzessionierten Gesellschaften Lotto anbieten dürfen.
- Das Zündwarenmonopol bestand bis Januar 1983.

Die Liberalisierung vieler bisher monopolisierter Märkte wurde meist durch das EU-Recht vorangetrieben und durch Privatisierung der Staatsunternehmen umgesetzt.
Staatsmonopole gibt es auch im Bereich der Daseinsvorsorge. Hier werden Dienstleistungen für Bürger und Unternehmen durch Gemeinden, deren Eigen- oder Regiebetriebe und kommunale Unternehmen angeboten. Die Bundesregierung sieht in der Daseinsvorsorge „die Erbringung von markt- oder nicht-marktbezogenen Leistungen wirtschafts-, gesellschafts-, sozial- oder kulturpolitischer Art, die bei Bedarf mit staatlichen Mitteln erfolgt. Leistungen der Daseinsvorsorge erfassen wesentliche Bereiche der Grundversorgung. Sie werden im Interesse der Allgemeinheit erbracht und von staatlicher Seite mit spezifischen Gemeinwohlverpflichtungen verknüpft, wenn unter Marktbedingungen keine ausreichende Versorgung gesichert ist.“ Implizit kommt dabei zum Ausdruck, dass die Daseinsvorsorge nur bei Bedarf mit staatlichen Mitteln erfolgt und unter Marktbedingungen keine ausreichende Versorgung gewährleistet ist. Nur für den Fall, dass die Privatwirtschaft mit Leistungen der Daseinsvorsorge keine Gewinnmaximierung erreichen kann, bleibt auch die Daseinsvorsorge ein Staatsmonopol.
In den früheren Zentralverwaltungswirtschaften befand sich insbesondere der Außenhandel unter Staatskontrolle. Staatliche Außenhandelsbetriebe steuerten den Export und Import, indem sie als unmittelbare oder mittelbare Exporteure oder Importeure fungierten. Staatliche Rundfunkmonopole (staatlicher Rundfunk) oder Printmedien sind vor allem in sozialistischen Staaten und Diktaturen vertreten, damit der Staat die zu verbreitenden Informationen kontrollieren und notfalls zensieren kann. Auch der ausschließlich öffentlich-rechtliche Rundfunk in Deutschland hatte bis Januar 1984 den Charakter eines Staatsmonopols, auch wenn er die Gebote der Staatsferne und der Unabhängigkeit verfolgte.

## Rechtsfragen
Staatsmonopole können durch Gesetze geschaffen und geschützt werden. So regelte das seit Januar 1970 in Kraft befindliche Postgesetz (PostG) in § 1 PostG a. F., dass ausschließlich die Post die Beförderung aller sogenannten postzwangspflichtigen Gegenstände wie „versiegelte, zugenähte oder sonst verschlossene Briefe sowie aller Zeitungen politischen Inhalts, welche öfter als einmal wöchentlich erscheinen“ übernehmen dürfe. Daraus ergab sich im Umkehrschluss, dass sowohl verschlossene Briefe innerhalb eines Ortes und generell unverschlossene Sendungen nicht vom Postmonopol erfasst waren. Heute ist in § 1 PostG vom Gegenteil die Rede, denn Zweck des PostG „ist es, durch Regulierung im Bereich des Postwesens den Wettbewerb zu fördern und flächendeckend angemessene und ausreichende Dienstleistungen zu gewährleisten“.
Ein EU-Mitgliedstaat verstößt gegen Art. 102 AEUV, wenn er einem Unternehmen besondere oder ausschließliche Rechte verleiht und dadurch eine Lage schafft, in der das betreffende Unternehmen durch die bloße Ausübung dieses Rechts gegen Art. 102 AEUV verstößt. Im Urteil ging es um das Arbeitsvermittlungsmonopol des § 4 AFG a. F., worin der Bundesanstalt für Arbeit das alleinige Recht auf Arbeitsvermittlung und Berufsberatung zugesprochen wurde. Deshalb fiel im August 1994 das Vermittlungsmonopol und im März 2002 die Erlaubnispflicht, so dass private Arbeitsvermittlung möglich ist.

## Wirtschaftliche Aspekte
Staatsmonopole sind in Marktwirtschaften systemwidrig, im Sozialismus und Kommunismus stützen sie dagegen das System. Bei Staatsmonopolen verfolgt der Staat das Staatsziel, bestimmte Wirtschaftszweige oder Tätigkeiten zu kontrollieren und sie nicht der Privatwirtschaft zu überlassen. Entsprechend entfällt bei staatlichen Monopolen eine Marktregulierung. Der Staat zeigt dabei auch ein Marktverhalten wie Monopolisten, indem er Monopolpreise konkurrenzlos festlegt und Marktvolumen und Qualität bestimmt. Dem Nachfrager verbleibt deshalb lediglich die Wahl, entweder zu akzeptieren oder vom Geschäft Abstand zu nehmen. Bei Staatsmonopolen hat der Staat die Wahl zwischen Gewinnmaximierung oder Kostendeckung, was sich auf den Monopolpreis auswirkt, weil bei Gewinnmaximierung eine Gewinnspanne den Preis erhöht. Je mehr Staatsmonopole es in einer Volkswirtschaft gibt, umso höher ist die Staatsquote und umgekehrt.
Lenin konstatierte 1919 beim Kapitalismus „die Ablösung der freien Konkurrenz durch den staatsmonopolistischen Kapitalismus“. Der Begriff staatsmonopolistischer Kapitalismus („Stamokap“) fand Eingang in die Ideologie des Marxismus-Leninismus, worunter eine krisenhafte Spätphase des Kapitalismus mit sich offen oder versteckt verschärfenden Widersprüchen und letztlich unvermeidbarer Zusammenbruchsperspektive verstanden wurde. Ideologen glaubten eine zunehmende Verflechtung von Kartellen und Monopolen einerseits und der Staatsmacht andererseits zu erkennen. Die spätere DDR benutzte im „Wettbewerb der Wirtschaftssysteme“ ab 1965 den Begriff als Agitationsmittel gegen die BRD.

## Staatsmonopole contra Privatisierung
Kritiker der Staatsmonopole behaupten, dass Staatsmonopole ineffizient seien, weil der Staat unter keinem Konkurrenzdruck steht. Bemängelt werden weiter eine mangelnde Bereitschaft zu Innovationen und ein häufig schlechter Service.
Hingegen werden als Argumente für Staatsmonopole eine mögliche Verschlechterung der Qualität und Sicherheit in vielen Fällen der Privatisierung vorher staatlich erbrachter Leistungen angeführt (z. B. Eisenbahn und Wasserversorgung in Großbritannien, Stromversorgung in Kalifornien); außerdem liegt das Interesse privater Investoren nicht bei einer optimalen Versorgung der Kunden, sondern in der Erzielung von Gewinnen. Dem wird entgegengehalten, dass in einer Marktwirtschaft mit Konkurrenz jeder private Investor bemüht sein müsse, optimale Produkte und Dienstleistungen anzubieten. Die angeführten Negativbeispiele seien Ausdruck von Politikversagen, weil es Aufgabe der Politik sei, dafür zu sorgen, dass sich ein Wettbewerb zwischen verschiedenen Anbietern bilde. Weiters haben nur nach wirtschaftlichen Gesichtspunkten geführte Unternehmen oftmals kein Interesse daran, ihre Leistungen flächendeckend anzubieten; dies stellt vor allem bei der Versorgung abgelegener Gebiete im ländlichen Raum ein Problem dar.
Weiter wird angeführt, dass in Demokratien Staatsmonopole im Gegensatz zu privatwirtschaftlich geführten Betrieben der demokratischen Kontrolle, also der Beurteilung durch die wahlberechtigte Bevölkerung unterliegen. Daher müssten die politischen Entscheidungsträger Interesse an einer preisgünstigen und bestmöglichen Versorgung der Bevölkerung durch die Staatsmonopole haben. Der Wettbewerb unterschiedlicher politischer Gruppen ersetze also in gewissem Maße den wirtschaftlichen Wettbewerb am Markt. Andere verweisen auf die unmittelbare demokratische Kontrolle durch den Konsumenten, der bei freier Entscheidung das preisgünstigste und bestmögliche Produkt oder Dienstleistung auswählen kann. Außerdem zeige die Praxis, dass Staatsmonopole keineswegs die preisgünstigste und bestmögliche Versorgung der Bevölkerung bewirkten.
Um in privatisierten Bereichen, bei denen eine Konkurrenz verschiedener Anbieter nicht oder nur schwierig möglich ist (Marktversagen), Qualität und Versorgungssicherheit zu gewährleisten, sowie zur Regulierung von Preisen in Fällen, wo kein Wettbewerb wirkt, werden z. B. sogenannte Regulierungsbehörden eingesetzt. Dies resultiert möglicherweise in der Umwandlung eines ehemaligen Staatsmonopol (Natürliches Monopol) in ein privates Quasi-Monopol (Kabelfernsehnetz in Deutschland). Weiterhin wurden von staatlicher Seite teilweise sehr komplexe Marktdesigns geschaffen, um Wettbewerb in große Teilbereiche monopolisierter Industrien hineinzutragen (siehe Marktdesign der Energiemärkte).

## Abgrenzungen
Die Rechtsprechung sieht Regalien, Finanzmonopole und Wirtschaftsmonopole als drei selbständige Kategorien an.

## International
Bis Dezember 1994 bestanden in Österreich vier Staatsmonopole, und zwar für Branntweinerzeugung (Alkoholmonopol), Glücksspiel, Salz (Salzmonopolgesetz von 1978) und Tabak (Austria Tabak). Durch den EU-Beitritt Österreichs im Januar 1995 entfielen alle Monopole mit Ausnahme des Tabakmonopol im Einzelhandel sowie das Glücksspielmonopol. Der Handel mit Tabakwaren ist in Österreich den Trafiken vorbehalten. Dies hat sowohl fiskal- als auch sozialpolitische Hintergründe, da die Führung eines Tabakfachgeschäft nur an vorzugsberechtigte (mindestens 50 % Behinderung) Personen vergeben werden. Dieses Modell ist in Österreich einzigartig. Glücksspiele sind in Österreich weiterhin dem Bund vorbehalten (§ 3 Glücksspielgesetz). Das Ende des staatlichen Radiomonopols war für 1996 vorgesehen. Aufgrund von Rechtsstreitigkeiten wurde das Lizenzvergabeverfahren aber unterbrochen, so dass fast alle privaten Radiostationen erst 1998 mit der Ausstrahlung beginnen konnten. Das lange Festhalten am Monopol führte dazu, dass private österreichische Radiobetreiber vom nahen Ausland sendeten. Im Osten des Landes (und damit in Wien empfangbar) waren Radio CD International (Slowakei) und Antenne Austria (Ungarn).
In der Schweiz gab es die Staatsmonopole des Postwesens (seit 1848), der Telegrafie (1851) und der Telefonie (1878), auf denen die später erteilte ausschließliche Konzession für die Ausstrahlung von Radio- und Fernsehprogrammen der SRG beruhte, das Schießpulverregal (1848) sowie das Alkoholmonopol (1887). Der Bund sicherte sich außerdem die Gesetzgebungskompetenz über die Binnenschifffahrt (1919) und die Luftfahrt (1921). Das Eisenbahnmonopol wurde 1872 dem Bund übertragen. Das Post- und Telekommunikationsmonopol wurde 1997 teilweise bzw. vollständig aufgehoben, das Netz des Radios wurde 1983, das des Fernsehens 1991 konzessionierten privaten Betreibern zugänglich gemacht. Bis Dezember 1983 besaß die SUVA das Monopol auf Versicherungsschutz für Beschäftigte in jenen Betrieben, in denen sie einem erheblichen Unfall- oder Berufskrankheitsrisiko ausgesetzt sind. Weiterhin bestimmt Art. 7 Arbeitsgesetz jene industriellen Wirtschaftszweige, die in der SUVA versichert sein müssen.
In Skandinavien gehören meist die Vertriebsgesellschaften für alkoholische Getränke dem Staat (beispielsweise Systembolaget in Schweden). Typische Staatsmonopole gibt es weltweit häufig im Energiesektor, so etwa bei Erdöl die Petrobras (Brasilien) oder Petronas (Malaysia).